# Organisation de combat des SR
L'Organisation de combat des SR (russe : Боевая организация партии социалистов-революционеров) est une organisation terroriste affiliée au Parti socialiste révolutionnaire et active de 1902 à 1911. Elle a compté jusqu'à 78 membres. Elle a planifié et réalisé plusieurs attentats contre des représentants de l'État et des personnalités politiques de l'Empire russe.
Dans son autobiographie Mémoires d'un terroriste écrite en 1917, Boris Savinkov, dirigeant de l'organisation armée, la surnomme la « brigade terroriste ».

## Membres connus de l'organisation.
- Grigori Guerchouni (en)
- Yevno Azev
- Boris Savinkov
- Mikhaïl Melnikov
- Stepan Balmachov (en)
- Thomas Kachoura
- Yegor Sazonov
- Ivan Kaliaïev
- Sikorsky
- Borichansky
- Doulebov
- Schweitzer
- Karl Trauberg

### Source
- Boris Savinkov, Souvenirs d'un terroriste, trad. Régis Gayraud, Champ libre, 1982.